# Maximilien Le Roy
Maximilien Le Roy, né en 1985 à Paris, est un auteur de bande dessinée français.

## Biographie
Son premier album, paru en 2009, est un reportage intitulé Hosni, consacré à un sans-abri lyonnais. Puis il participe à l'ouvrage collectif Le Monde diplomatique en bande dessinée, un hors-série en une centaine de pages, tout en bandes dessinées, du Monde diplomatique qui paraît en novembre 2010. Il se rend à plusieurs reprises en Palestine. Il en tirera Gaza, un pavé dans la mer (2009), Les chemins de traverse (2010), Faire le Mur (2010) et Palestine, dans quel État ? (2013). Son album Dans la nuit la liberté nous écoute, retraçant l'histoire d'un soldat français qui déserte en Indochine pour rallier le Viêt-Minh, fait partie, en 2012, de la sélection officielle du Festival d'Angoulême : il fait alors savoir, sur son blog, que les créations n'ont pas à être mises en rivalité. Son soutien à la cause palestinienne lui vaut, le 15 octobre 2014, d'être expulsé et interdit d'entrer sur le territoire israélien (et, donc, palestinien) pour 10 ans, alors qu'il arrivait à l'aéroport de Tel-Aviv pour participer à un festival palestinien. 
Il a occasionnellement collaboré à la collection « Carnets », aux éditions La Boîte à bulles, consacrée aux reportages. 
Il cesse de dessiner en 2011 et se retire définitivement de la bande dessinée.

## Publications
- Hosni, éd. La boîte à bulles, 2009.
- Gaza, un pavé dans la mer, collectif d'auteurs réuni par Maximilien Le Roy, éd. La boîte à bulles, 2009.
- Les chemins de traverse, en collaboration avec Soulman, éd. La boîte à bulles, 2010.
- Faire le mur, éd. Casterman, 2010.
- Nietzsche - Se créer liberté, avec Michel Onfray, éd. Le Lombard, 2010[4].
- Dans la nuit la liberté nous écoute, éd. Le Lombard, 2011[2].
- Thoreau - La vie sublime avec A. Dan (Alexandre Daniel), éd. Le Lombard, 2012[5].
- España la vida, avec Eddy Vaccaro, éd. Casterman, 2013[6].
- Palestine, dans quel État ?, avec Emmanuel Prost, éd. La boîte à bulles, 2013.

### Documentation
- Rodolphe, « Nietzsche : ecce homo », dBD, no 42,‎ avril 2010, p. 77.